# Sandoleyre
Die Sandoleyre ist ein Fluss am Jurasüdfuss im Kanton Waadt in der Schweiz. Sie entsteht im Gemeindegebiet von Aubonne VD aus dem Zusammenfluss der ungefähr gleich langen Quellbäche Nizon und Ruisseau des Rotières.

## Geographie

### Quellbäche

#### Nizon
Der Nizon, auch Ruisseau des Chaux genannt, entspringt bei Essertines-sur-Rolle zwischen den Höfen Bocherens und Pré Gentil. Er fliesst nach Nordosten und ist mit 3,6 km der etwas längere Quellbach.

#### Ruisseau des Rotières
Die Quelle des 3,5 km langen Ruisseau des Rotières, auch Ruisseau des Rottières genannt, liegt südwestlich der Gemeinde St-Oyens. Er verläuft in nordöstliche Richtung und vereinigt sich beim zu Aubonne gehörenden Hof le Courtillet mit dem Nizon zur Sandoleyre. Der Ruisseau des Rotières wird auch als Oberlauf der Sandoleyre angesehen.

### Verlauf
Nach dem Zusammenfluss der Quellbäche erreicht die Sandoleyre nach etwa 80 m das Gemeindegebiet von Aubonne. Sie verläuft nach Nordosten und mündet in den von der Aubonne durchflossenen Stausee de La Vaux.